# Firefox Sync
Firefox Sync (ранее Weave) — расширение для Firefox и Seamonkey, которое включено в их базовую поставку, начиная с версий 4.0 и 2.1 соответственно. После двух лет разработки, 28 января 2010 года вышла первая стабильная версия 1.0. Расширение использует инфраструктуру online-сервисов Firefox Sync для синхронизации закладок, списка открытых вкладок, истории и сохранённых паролей на нескольких компьютерах, а также мобильных телефонах.

## История
- Первой публичной версией стал Weave 0.2, который был опубликован 23 февраля 2009 года. В нём со временем стали доступны синхронизация паролей и исправлены многие ошибки, найденные в расширении.
- 30 марта стал доступен Weave 0.3, в котором была исправлена синхронизация вкладок.
- В Weave 0.4, появившимся 27 июня, была добавлена синхронизация Personas и увеличена производительность.
- Спустя месяц, 29 июля стал доступен Weave 0.5 с исправлением множества ошибок.
- Weave 0.6 опубликован 27 августа. В нём был переписан код, использован новый протокол и была добавлена страница about: weave с настройками и информацией о пользователе.
- В Weave 0.7, ставшем доступным 30 сентября, были проведены большие изменения в стабильности и производительности.
- Weave 0.8, появившийся 3 ноября, получил множество исправлений ошибок и меньший размер.
- После релиза 0.8 были опубликованы несколько бета-версий Weave 1.0, включавших в себя множественные исправления в стабильности и интерфейсе расширения. И, после выпуска 4 кандидатов в релиз, 28 января 2010 года стала доступна стабильная версия Weave 1.0.
- В Weave 1.1, вышедшем 26 февраля, была улучшена синхронизация вкладок и исправлены некоторые ошибки.
- В Weave 1.2, увидевшем свет 11 апреля, была повышена производительность, а также обеспечены дополнительные уровни защиты данных.
- Начиная с версии 1.3, появившейся 28 мая, Weave был переименован в Firefox Sync. Расширение было переведено на несколько языков.
- В версии 1.4, ставшей доступной 30 июня, проведены исправления в производительности, а также появилась возможность давать компьютеру имя для упрощения пользования сервисом.
- В версии 1.5, вышедшей 6 октября, был значительно переработан процесс настройки, а также исправлено множество ошибок.
- 22 марта 2011 года Firefox Sync интегрирован в Firefox 4.
- 13 марта 2012 года реализована синхронизация установленных в браузере дополнений.

## Firefox Home
Firefox Home — это приложение для iPhone и iPod Touch, основанное на технологии Firefox Sync. Пользователи этих аппаратов могут получить доступ к истории, закладкам, открытым страницам, а также к «умной» строке адреса, хранимых на компьютере. Однако Firefox Home не является браузером; приложение запускает страницы на предустановленных Webkit Web viewer или Safari.